# Реформа церковного календаря в Україні
Реформа церковного календаря в Україні — процес впровадження нового стилю, тобто григоріанського або новоюліанського календарів, замість старого стилю (юліанського календаря) українськими церквами. З початком російсько-української війни та після того, коли 16 листопада 2017 року Різдво Христове 25 грудня за григоріанським календарем стало державним вихідним в Україні, питання щодо переходу українських релігійних організацій на григоріанський/новоюліанський календар активізується щороку з наближенням Різдва Христового. Питання календарної реформи гостро постало після початку повномасштабного російського вторгнення в Україні 2022 року, адже, як стверджують деякі публіцисти та церковники, через використання старого стилю разом з Російською православною церквою Україна перебуває у сфері «російського світу». Як і предстоятель ПЦУ митрополит Епіфаній, так і предстоятель УГКЦ верховний архиєпископ Святослав, висловили підтримку щодо проведення календарної реформи в Україні.
18 жовтня 2022 року Священний синод ПЦУ вперше дозволив парафіям проводити богослужіння на Різдво Христове за новоюліанським календарем, тобто 25 грудня. 2 лютого 2023 року Священний синод ПЦУ затвердив порядок благословення на використання новоюліанського календаря. 24 травня 2023 року на Архиєрейському соборі в Трапезному храмі Києво-Печерської лаври Православна церква України ухвалила рішення про перехід з 1 вересня на новоюліанський календар. Рішення затвердив Помісний собор 27 липня 2023 року.
1–2 лютого 2023 року у Львові-Брюховичах Архиєрейський синод УГКЦ вирішив, що з 1 вересня 2023 року Українська греко-католицька церква в Україні переходить на григоріанський календар для нерухомих свят, про що повідомив верховний архиєпископ Святослав 6 лютого 2023 року. Слідом за УГКЦ в Україні рішення про перехід на новий стиль ухвалили УГКЦ в Польщі, УГКЦ в Австралії й Океанії, УГКЦ в Німеччині та Скандивії, УГКЦ в Сполученому Королівстві й Апостольська адміністратура для католиків візантійського обряду в Казахстані та Центральній Азії.

## Історія
Григоріанський календар в Українській Народній Республіці було впроваджено 16 лютого 1918 року, коли цей день стали вважати 1 березня 1918 року, відповідно до Закону Малої ради «Про заведення в Україні числення часу по новому стилю і перевод годинників на середнє-европейський час» від 12 лютого 1918 року ухваленого в Коростені. Західні українські землі перебували в складі Австро-Угорщини, у якій григоріанський календар уже був державним. Руські церкви в Речі Посполиті й Австро-Угорщині користувалися старим стилем, тобто юліанським календарем, адже стояло питання збереження етнічної самоідентифікації русинів, їх розрізнення із поляками-католиками.
Верховна Рада України схвалила законопроєкт № 5496 «Про внесення змін до статті 73 Кодексу законів про працю України щодо святкових і неробочих днів». Законом внесено до статті 73 Кодексу законів про працю України, якими 25 грудня (Різдво Христове за Григоріанським календарем) визнано офіційним святковим днем в Україні. 29 листопада президент України Петро Порошенко підписав закон про оголошення вихідним 25 грудня, коли відзначається Різдво Христове за григоріанським календарем.
В Україні календарна реформа в основному обговорюється в контексті Різдва Христового і перед ним як «цивілізаційний вибір на користь Заходу». Усі християни святкують Різдво Христове 25 грудня відповідно до рішення Ефеського собору, який розділив свята Богоявлення та Різдва Христвого (Вірменська апостольська церква досі святкує Богоявлення та Різдво Христове — 6 січня за григоріанським календарем, а її Єрусалимський вірменський патріархат в Ізраїлі — 19 (6) січня) за юліанським календарем), однак деякі православні церкви роблять це за юліанським календарем, тому дата юліанського 25 грудня у XX і ХХІ століттях припадає на 7 січня. Наприклад, юліанське 25 грудня у XVI–XVII століттях відповідало григоріанському 4 січня, у XVIII столітті — 5 січня, у XIX столітті — 6 січня, а у XXII столітті — 8 січня тощо.
Більшість автокефальних православних церков прийняли новий стиль як новоюліанський календар протягом XX століття, коли їхні держави перейшли на григоріанський календар. Наразі новоюліанський (удосконалений юліанський календар, який усунув хибу), який до 2800 року буде повністю збігатися із григоріанським, використовують 9 з 16 автокефальних православних церков: наприклад, Румунська, Болгарська й Православна церква Чеських земель і Словаччини, та майже всі церкви грецького православ'я: Константинопольська, Александрійська, Антіохійська, Кіпрська, Елладська, Албанська православні церкви, крім Єрусалимської.
Прихильники календарної реформи також вважають, що перехід віддалить Україну від російських і радянських традицій.
Доктор богословських наук Дмитро Степовик вважає, що українцям варто прийняти новий стиль. Насамперед не існує точної дати, коли народився Ісус Христос, однак у християнській традиції це сталося під час зимового сонцестояння (саме 25 грудня до світлового часу доби починає додаватися одна хвилина). Також до Різдва Христового повинен закінчитися Пилипівський піст, адже якщо свято 25 грудня, то піст закінчуватиметься до Нового року (це день співів, веселощів і танців, які заборонені під час суворого посту).
Предстоятель Української православної церкви Київського патріархату патріарх Філарет в червні 2018 року висловив думку, що перехід на новоюліанський календар можливий, якщо українці будуть згодні перейти, нагадавши, що переважна більшість автокефальних православних церков (9 з 15) перейшли на новоюліанський календар, крім Єрусалимської, Російської, Української, Сербської і Грузинської.
24 грудня 2022 року верховний архієпископ Святослав під час авдієнції передав митрополиту Епіфанію для ознайомлення листа з викладом міркувань ієрархів УГКЦ щодо календарної реформи. Предстоятелі вирішили створити спільну робочу групу щодо конкретних пропозицій календарної реформи. Спільну групу ініціюють з нагоди святкування 1700-річчя Першого Вселенського собору, що відбувся у Нікеї у 325 році. На цьому Соборі, зокрема, було визначено календарні принципи церковного життя.
Після проведення Архиєрейського собору 24 травня 2023 року стало відомо, що Православна церква України проситиме владу перенести державні свята — День захисників і захисниць України та День Української Державності, які пов'язані з Покровою Пресвятої Богородиці та святом князя Володимира Великого, на нові дати.
28 червня 2023 року президент України Володимир Зеленський вніс до Верховної Ради України законопроєкт, який переносить з 28 липня на 15 липня День Української Державності, з 14 жовтня на 1 жовтня – День захисників і захисниць України та скасовує свято Різдва Христового 7 січня в підтвердженні 25 грудня як єдиної дати святкування, відображаючи зміни у календарях ПЦУ та УГКЦ. У церковних колах не очікували, що президент України Володимир Зеленський наважиться швидко скасовувати вихідний на Різдво Христове 7 січня. Парламент схвалив цей закон 14 липня 2023 року, закон підтримав 241 депутат.

### Православ'я

#### Православна церква України
Предстоятель Православної церкви України митрополит Епіфаній в грудні 2020 року заявив, що така зміна дати в Україні можлива після того, коли до такого рішення буде готова як церква, так і віряни, після проводення просвітницької роботи. Було зазначено, що перенесення Різдва Господнього потягне за собою зміну дат усіх нерухомих свят на 13 днів назад.
У грудні 2021 року митрополит Епіфаній висловив сподівання, що протягом наступних 10 років більшість українців зможуть перейти на святкування Різдва 25 грудня, і наголосив, що особисто підтримує перехід святкування Різдва Христового за новоюліанським календарем, за яким святкує 9 з 16 автокефальних православних церков, але цей процес має відбуватися поступово:
|                       | Ми покликані проводити, найперше, просвітницьку роботу. Хоча ми святкуємо 25-го, просто за різними календарями. Так, цю помилку треба буде виправити. Але традиція є традицією – укорінилася настільки, що якщо ми перейдемо, то в більшості випадків, я переконаний, храми 25-го будуть порожніми, а 7-го повними. І тому треба, щоб народ все ж таки дозрів до цього, прийшов свідомо, і коли ми всі разом. Але цей процес поступово, як ми бачимо продовжується, збільшується кількість прихильних до зміни. Я думаю, що впродовж наступних 10 років ми побачимо, що ці цифри зміняться. Це найбільше пов'язано з традиціями всередині. Ми вже говорили і аналізували. Хоча в цьому році я спостерігаю, що немає такої активної хвилі обговорення святкування Різдва Христового. В минулі два роки, чи це було штучно створено, я пригадую, що в позаминулому році запустили мої цитати про те, що я не проти, а я насправді не проти переходу. Але щоб це відбулося правильно. Треба мудро діяти. |
| — Митрополит Епіфаній | |

18 жовтня 2022 року Православна церква України дозволила єпархіям проводити богослужіння на Різдво Христове за новоюліанським календарем, тобто 25 грудня. Там, де для цього існують пастирські обставини та засвідчується бажання вірних, як виключення дозволити за рішенням настоятеля та громади 25 грудня 2022 року звершити богослужіння з подальшим поданням через єпархіальні управління до Київської митрополії письмової інформації про число учасників богослужінь. У разі звершення богослужіння його учасники в цей день звільняються від обмежень посту.
25 грудня митрополит Епіфаній повідомив, що на наступному засіданні Синоду ПЦУ вивчить досвід різдвяних літургій 25 грудня 2022 року за новим стилем — як позитивний, так і негативний. І надалі ПЦУ вирішуватиме подальші кроки у календарній реформі виключно соборно, маючи на меті головну мету: не дати опонентам чи нерозумним ревнителям різних ідей множити поділи в Церкві”.
6 січня 2023 року митрополит Епіфаній повідомив, що парафії Православної церкви України, які захочуть повністю перейти на новоюліанський календар, незабаром зможуть це зробити після рішення найближчого засідання Синоду, зазначивши, що ПЦУ вже стала на шлях реформи церковного календаря і робитиме все для того, щоб втілити її протягом 2023 року у життя. Спікер ПЦУ архиєпископ Євстратій Зоря вважав, що питання календарної реформи буде просуватися успішно і досить швидко, але важливо, щоб це питання не поділило суспільство та ПЦУ, тому все це має бути продуманим.
2 лютого 2023 року Священний синод ПЦУ дозволив та затвердив порядок благословення парафіям та монастирям на повне використання новоюліанського календаря, а 24 травня 2023 року було вирішено провести засідання Архиєрейського собору, де буде винесено питання календарної реформи. 6 лютого 2023 року митрополит Євстратій після рішення УГКЦ про перехід на новий стиль заявив, що є всі підстави для прийняття позитивного рішення в травні 2023 року про перехід ПЦУ на новий стиль.
2 березня 2023 року Православна церква України вперше опублікувала інформацію про найбільші свята і дні пам'яті святих у двох варіантах за юліанським та новоюліанським календарями, наголосивши на нагальності питання календарної реформи, оскільки Православна церква України отримує численні запити від парафій, монастирів, мирян, духовенства й архиєреїв щодо можливості використання у практиці служіння новоюліанського календаря.
24 травня 2023 року на Архиєрейському соборі в Трапезному храмі Києво-Печерської лаври Православна церква України ухвалила рішення про перехід з 1 вересня на новоюліанський календар. Рішення затвердив Помісний собор 27 липня 2023 року.
12 листопада 2023 року, Києво-Печерська лавра оголосила про перехід на новоюліанський календар з 15 листопада 2023 року, коли розпочинається різдвяний піст.

#### Українська православна церква Московського патріархату
Близько ста румунських парафій в Україні, що входять до складу Української православної церкви Московського патріархату, завжди святкували Різдво Христове 25 грудня за новоюліанським календарем, як і Румунська православна церква.
Як свідчать результати дослідження, проведеного 1–2 червня 2023 року соціологічною групою «Рейтинг», за проведення календарної реформи більше ніж 40% прихожан Української православної церкви Московського патріархату. Водночас серед них найбільше тих, хто проти цієї реформи – 35%.

### Католицтво
Григоріанський календар у Латинській церкві в Україні був впровадженний одразу ж, коли і в Західній Європі, оскільки 1582 року українські землі входили до складу Речі Посполитої, що була офіційно католицькою державою.

#### Апостольська адміністратура Казахстану та Центральної Азії
7 лютого 2023 року декретом Василя Говери було постановлено, що Апостольська адміністратура для католиків візантійського обряду в Казахстані та Центральній Азії, більша частина прихожан якої є етнічні українці, з 1 вересня 2023 року переходить на новоюліанський календар вслід за УГКЦ в Україні та Польщі.

#### Мукачівська греко-католицька єпархія
Парафії Мукачівської греко-католицької єпархії без відповідного дозволу церкви, і зокрема Преосвященного владики Ніла не можуть самостійно вирішувати перехід на григоріанський календар чи звершувати різдвяні літургії 24 та 25 грудня. Але питання впровадження МГКЄ нового стилю наразі вивчається.
Вперше в МГКЄ, Свято-Преображенська парафія в Ужгороді 11 грудня 2022 року провела загальні збори для обговорення питання переходу на григоріанський календар. У результаті було написано листа-прохання з підписами вірян до апостольського адміністратора МГКЄ владики Ніла. 14 грудня владика Ніл благословив прохання та надав дозвіл парафії щодо переходу на григоріанський календар. Рішення про перехід на григоріанський календар разом із Пасхалією мало бути офіційно затверджено 10 лютого 2023 року на засіданні єпархії. 1 вересня 2023 року МГКЄ перейшла на григоріанський календар, включно зі святкуванням Великодня.

#### Українська греко-католицька церква
Предстоятель УГКЦ верховний архиєпископ Святослав в грудні 2020 року заявив, що греко-католицька церква вирішуватиме питання переходу на новий стиль «разом із нашими православними братами». Він також зауважував, що це питання не належить до догматичних, воно має долати церковні розколи, а не спричиняти нові й за його думкою, перехід до святкування Різдва за новим стилем, тобто 25 грудня, повинен відбуватися з ініціативи мирян.
31 травня 2021 року Апостольський Екзархат в Італії ухвалив рішення про перехід на григоріанський календар з 1 вересня 2021 року.
3 грудня 2022 року верховний архиєпископ Святослав заявив, що УГКЦ має багатолітній досвід переходу на григоріанський календар, оскільки більшість єпархій і парафій за кордоном уже впродовж тривалого часу відзначають свята за новим стилем. В Україні ж, за його словами, наразі вивчають можливості переходу. Необхідні три засади, щоб це було можливим: річ не лише в Різдві (буде всеохопна, цілісна реформа, що потягне за собою зміну всіх інших дат нерухомих свят у літургійному році. Миколая буде 6 грудня, а День українського війська на Покров — 1 жовтня тощо); календарну реформу потрібно робити разом з іншими Церквами України та війна не є зручним часом для календарної реформи.
1–2 лютого 2023 року у Львові-Брюховичах Архиєрейський синод УГКЦ вирішив, що з 1 вересня 2023 року Українська греко-католицька церква в Україні переходить на новий стиль (григоріанський календар) для нерухомих свят із збереженням юліанської Пасхалії, про що повідомив верховний архиєпископ Святослав 6 лютого 2023 року. Календарна реформа матиме два етапи. Перший — стосується усіх нерухомих свят, а другий — святкування Пасхалії. Громади, які не готові перейти на новий стиль у 2023 році, мають перехідний період до 1 вересня 2025 року.
6 лютого 2023 року Перемишльсько-Варшавська митрополія, зважаючи на попереднє рішення УГКЦ в Україні та висловленні думки Делегатів спільного Єпархіального Собору в Поршевиці в червні 2022 року, ухвалили рішення про перехід УГКЦ в Польщі на григоріанський календар для нерухомих свят з 1 вересня 2023 року.
22 березня 2023 року Мельбурнська єпархія святих апостолів Петра і Павла, згідно з декретом владики Миколи Бичка, вирішила, що з 1 вересня 2023 року УГКЦ в Австралії та Океанії повністю переходить на григоріанський календар, включно з рухомими святами, на відміну від УГКЦ в Євразії. 24 березня 2023 року єпископ Микола заявив, що основний намір календарної реформа УГКЦ в Австралії й Океанії — бути в єдності з католицькою церквою загалом, і з УГКЦ зокрема. Єпископ Микола наголосив, що зміняться лише дати, натомість традиції святкування українців Австралії залишаться незмінними.
22 квітня 2023 року згідно з декретом єпископа Богдана Дзюраха постановлено, що з 1 вересня 2023 року Апостольський екзархат для українців візантійського обряду в Німеччині та Скандинавії повністю переходить на григоріанський календар, включно з Пасхалією, на відміну від УГКЦ в Україні та Польщі.
9 червня 2023 року Українська католицька єпархія Пресвятої родини в Лондоні, згідно з декретом владики Кеннета Новаківського, переходить з 1 вересня 2023 року на григоріанський календар, зокрема з Пасхалією.

### Протестантизм
Процес впровадження нового стилю в Україні, якщо не враховувати Латинську церкву в Україні, першими почали протестантські деномінації.
Угорська реформатська церква на Закарпатті та Німецька євангелічно-лютеранська церква України завжди використовувала григоріанський календар.

#### Баптизм
23 червня 2022 року Всеукраїнський союз церков євангельських християн-баптистів (ВСЦ ЄХБ) ухвалили рішення перейти на григоріанський календар з грудня 2022 року. Чимало баптистських громад святкували Різдво Христове за новим стилем ще до цього рішення багато років. До того ж, у 2022 році низка церков ВСЦ ЄХБ почали святкувати Пасхалію разом із західними християнами за григоріанським календарем.

29 червня 2022 року правління ВСЦ ЄХБ оприлюднило рекомендації щодо святкування християнських свят за новим стилем:
|                     | Тривалий час євангельські християни-баптисти України залишалися під впливом православної [російської] традиції, зокрема щодо святкування Різдва, Пасхи та інших, пов'язаних з ними свят. Понад сто років продовжував існувати паралельно так званий «старий стиль». Іронія полягала в тому, що Різдво святкувалося вже після Нового року, а не навпаки, як це і мало би бути. Ситуація з календарем зрушилася з місця у 2017 році, коли Верховна Рада України визнала 25 грудня вихідним днем, як Різдво «західного обряду». Упродовж останніх років Різдво та Великдень чимало церков вже святкували за григоріанським календарем. Ґрунтуючись на вищезазначеному, Рада ВСЦ ЄХБ рекомендує помісним церквам Союзу ЄХБ переходити на святкування Різдва, Пасхи та інших християнських свят за григоріанським календарем. |
| — правління ВСЦ ЄХБ | |

#### Лютеранство
16 грудня 2017 року Українська лютеранська церква перейшла на новоюліанський календар з 2018 року церковного року, що було першим випадоком в Україні.
Німецька євангелічно-лютеранська церква України завжди використовувала григоріанський календар.

#### П'ятидесятництво
6 липня 2022 року комітет Української церкви християн віри євангельської (УЦХВЄ), найбільшого союзу п'ятидесятників в Україні, погодив рекомендацію церквам використовувати єдиний григоріанський календар фіксованих християнських свят разом з більшістю християн світу:
|                  | Сьогодні Україна відмовляється від минулого, яке пов'язує її з російською, євразійською та альтернативною до Заходу культурою. Календарне розділення в християнському світі було одним із елементів цивілізаційної тотожності з росією та її геополітичним протиставленням Європі. Поступово дедалі більше українських християн обирають єдність із Заходом, а нинішня [російсько-українська] війна лише актуалізувала це прагнення. |
| — зазначає УЦХВЄ | |

## Перешкоджання

### Пасхалія
9 із 16 помісних автокефальних православних церков, які живуть за новим стилем використовують новоюліанський календар (це коли Різдво збігається з григоріанським, а Великдень із юліанським), крім автономної Православної церкви Фінляндії, яка живе за григоріанським календарем.
Від Нікейського собору 325 року, дата вирахування Пасхи має чотири фундаментальні правила. Пасха має бути:
1. Після весняного рівнодення (21 березня);
2. Після першого по рівноденню повного місяця;
3. У наступну після повні неділю;
4. Християнський Великдень має бути після єврейської Песаху, адже, згідно свідчення Євангелія, Христос воскрес на другий день після єврейського Песаху.

На основі юліанського календаря була складена так звана вічна пасхалія, тобто цикл тривалістю 532 роки, який передбачає всі можливості дати Пасхи і при цьому циклічно повторюється. Однак після введення григоріанської реформи календаря ця вічна пасхалія більше не працює. Винайшли іншу формулу вирахування Пасхи, яка також зберігає всі приписи Нікейського собору з тією відмінністю, що дуже рідко християнська Пасха є раніше єврейської.
Саме з цієї причини деякі Православні церкви придумали так званий новоюліанський календар, де нерухомі празники святкують за григоріанським календарем, а рухомі – за юліанським.

#### Благодатний вогонь
Під час дискусій щодо календарної реформи часто хибно спекулюється тема Благодатного вогню як вірування про чудесне сходження. Ще в 2001 році місцеблюститель патріаршого престолу Єрусалимської церкви митрополит Петрський Корнилій, який брав участь в церемонії освячення, назвав сходження вогню природним явищем. «Проте молитви, які читає патріарх або єпископ, що його замінює, освячують це природне світло і внаслідок цього воно має благодать Святого світла. Це є природне світло, яке запалюють від невгасимої лампади, котра зберігається у ризниці храму Воскресіння», — зазначив митрополит Корнилій.У 2018 році своїми свідченнями з репортером телеканалу «Хадашот 2» поділився вірменський священник Самуїл Агоян:
| «Ми приносимо зв'язки свічок, ми називаємо їх смолоскипами, і підпалюємо їх від масляної лампи і виходимо, щоб роздати благодатний вогонь.... Так, від масляної лампи, яку лишаємо заздалегідь... Ми віримо в чудеса, але повірте, я робив це тричі, і це не чудо. Бог робить дива, але не на потіху людям, а лише тоді, коли це дійсно потрібно».[97] |
У інтерв'ю 5 каналу митрополит Київський і всієї України Епіфаній сказав, що Святе Світло просто виносять і освячують, як і воду освячують, а пред тим наливають, хоча дехто вірує в чудесне сходження вогню:
| «Як приблизно ми освячуємо на Йордан воду: є речовина, є вода. Вона ж не виникає просто. Не твориться чудо. Священик не створює воду як таку, він просто освячує її, і вона отримує благодатну силу. Так само і з Благодатним вогнем. Він просто виноситься з Гробу Господнього… дехто вірить, що воно чудесним чином (сходить, ред.), але це більшою мірою спомин того першого чуда, яке було звершено в певний момент. І на знак цього воно відбувається кожного року». |

### Російська православна церква
Російська православна церква та її частина в Україні — Українська православна церква Московського патріархату, спекулюють на темі календарної реформи та католицтва. Попри те, що більшість автокефальних православних церков відзначають релігійні свята саме за новоюліанським календарем, який відповідає григоріанському календарю, Московський патріахат та російська пропаганда вбачає в цьому окатоличення. Наприклад, російські пропагандисти розповсюджували в листопаді та грудні 2018 року фейки про те, що з прийняттям Томосу про автокефалію Православної церкви України Різдво Христове одразу ж перенесуть з 7 січня на 25 грудня з об'єктивацією «як у католиків». Прессекретар Української православної церкви Київського патріархату Євстратій Зоря спростувував цю інформацію.

## Громадська думка
Наприкінці 2021 року, ідею перенесення святкування Різдва з 7 січня на 25 грудня підтримували чверть опитаних, тоді як 58 відсотків респондентів були проти, а 15 відсоткам було байдуже. Проте за останні п'ять років зменшилася кількість тих, хто проти перенесення дати святкування Різдва (з 69 до 58 відсотків) і дещо зросла кількість прихильників (з 15 до 26 відсотків). Найбільше прихильників ідеї перенесення Різдва на Заході і в Києві — близько 40 відсотків.
У 2022 році під час широкомасштабного російського вторгнення в Україну за результатами опитування, проведеного соціологічною групою Рейтинг, 20–21 листопада часткова більшість українців підтримала ідею про перенесення святкування Різдва Христового на 25 грудня: підтримали 44% українців, водночас 31% проти, 23% респондентів відповіли, що їм байдуже це питання, а 2% не змогли відповісти.
За результатами дослідження, проведеного 1–2 червня 2023 року соціологічною групою «Рейтинг», проведення календарної реформи підтримують 63% українців, 18% – проти, а ще 17% – ставляться до цього байдуже. Найбільше прихильників переходу серед греко-католиків – 92%, поки лише 4% проти. Серед парафіянин ПЦУ понад 60% підтримують ініціативу переходу на новий календар, а 29% проти. Крім того, за зміну календаря більше ніж 40% прихожан УПЦ (МП). Водночас серед них найбільше тих, хто проти цієї ініціативи – 35%. Загалом найбільше прихильників переходу серед мешканців заходу України – 78%. Меншою є підтримка людей зі східних та південних областей, однак близько половини «за» перенесення дати святкування Різдва.
Згідно з дослідженням, проведеним міжнародною компанією Deloitte у листопаді 2023 року, більша частина українців (майже 45%) святкуватиме Різдво 25 грудня і тільки 17% – 7 січня, а двічі планують святкувати 32%.
Згідно з опитуванням Міжнародного республіканського інституту за лютий 2024 року, 53% українців святкували Різдво 25 грудня. Різдво Христове 7 січня 2024 року святкувало 11%, а двічі – 17%. Серед тих, хто святкував Різдво, 25 грудня переважали греко-католики (93%), а на другому місці – віруючі Православної церкви України (58%). Різдво 25 грудня відзначали також атеїсти (33%) і ті, хто не належить до жодної релігії (38%). Найменш поширеною дата була серед віруючих УПЦ (МП) (24%).

### Дія
У мобільному додатку «Дія» 24 грудня 2022 року розпочали опитування, яке триватиме до 30 грудня, у якому українці обрали варіант, коли вони хотіли б святкувати Різдво Христове. У день Святвечора за григоріанським та новоюліанським календарями, 24 грудня, за святкування Різдва Христового 25 грудня проголосували близько 60% (450 тис) із понад 750 тисяч українців, які вже взяли участь в опитуванні.
За результатами опитування, яке завершилося 30 грудня, майже 60% українців віддали перевагу Різдву 25 грудня, і лише 25% — 7 січня. Близько 13% респондентів готові святкувати дві дати. Не святкують Різдво — близько 3%. В опитуванні взяли участь рекордні 1,5 мільйона людей.

## Наслідки
Українські релігійні організації, які здійснили або здійснюють перехід на новий стиль в алфавітному порядку.
| №   | Релігійна організація                                                                            | Дата ухвалення  | Дата імплементації | Прийнятий календар             |
| --- | ------------------------------------------------------------------------------------------------ | --------------- | ------------------ | ------------------------------ |
| 1.  | Апостольська адміністратура для католиків візантійського обряду в Казахстані та Центральній Азії | 7 лютого 2023   | 1 вересня 2023     | Григоріанський, окрім Пасхалії |
| 2   | Апостольський екзархат у Німеччині та Скандинавії                                                | 22 квітня 2023  | 1 вересня 2023     | Григоріанський                 |
| 3.  | Всеукраїнський союз церков євангельських християн-баптистів                                      | 23 червня 2022  | 23 червня 2022     | Григоріанський                 |
| 4.  | Мельбурнська єпархія святих апостолів Петра й Павла Української греко-католицької церкви         | 22 березня 2022 | 1 вересня 2023     | Григоріанський                 |
| 5.  | Мукачівська греко-католицька єпархія                                                             | 10 лютого 2023  | 1 вересня 2023     | Григоріанський                 |
| 6.  | Перемишльсько-Варшавська митрополія Української греко-католицької церкви                         | 6 лютого 2023   | 1 вересня 2023     | Григоріанський, окрім Пасхалії |
| 7.  | Православна церква України                                                                       | 24 травня 2023  | 1 вересня 2023     | Новоюліанський                 |
| 8.  | Українська греко-католицька церква в Україні                                                     | 1-2 лютого 2023 | 1 вересня 2023     | Григоріанський, окрім Пасхалії |
| 9   | Українська католицька єпархія Пресвятої родини в Лондоні                                         | 9 червня        | 1 вересня 2023     | Григоріанський                 |
| 10. | Українська лютеранська церква                                                                    | 16 грудня 2017  | 1 вересня 2018     | Новоюліанський                 |
| 11. | Українська православна церква Канади                                                             | 1 грудня 2023   | 20 грудня 2023     | Новоюліанський                 |
| 12. | Українська Церква Християн Віри Євангельської                                                    | 23 червня 2022  | Грудень 2022       | Григоріанський                 |

Православний теолог і голова Міжнародної православної теологічної асоціації Павло Гаврилюк вважає зміну церковного календаря великою подією, адже Православна церква України приєднається до всесвітньої православної спільноти, у якій більшість автокефальних православних церков використовують новоюліанський календар і наголошує окремо на політичні наслідки:
|                             | Так, цей крок, безперечно, має політичні наслідки. І я думаю, що ще до війни ми б сказали, що ця церква просто приєднується до решти християнського світу у святкуванні Різдва чи інших свят. А сьогодні, звісно, також потрібно думати про бажання відрізнятися від церкви держави-агресорки. |
| — Гаврилюк Павло Леонідович | |

Павло Гаврилюк також думає, що коли українські церкви в діаспорі та церкви в Україні житимуть за одним ж календарем, то це більше зблизить українців в Україні та в діаспорі на Заході.